# Rimons
Rimons (okzitanisch gleichlautend) ist eine französische Gemeinde mit 196 Einwohnern (Stand: 1. Januar 2022) im Département Gironde in der Region Nouvelle-Aquitaine. Sie gehört zum Arrondissement Langon und zum Kanton Le Réolais et Les Bastides. 

## Geographie
Rimons liegt etwa 55 Kilometer ostsüdöstlich von Bordeaux. An der nordöstlichen Gemeindegrenze verläuft das Flüsschen Ségur, sein Zufluss Ruisseau de la Gouraude durchquert die Gemeinde. Umgeben wird Rimons von den Nachbargemeinden Caumont im Norden und Nordwesten, Cazaugitat im Norden, Saint-Ferme im Osten und Nordosten, Coutures im Süden und Südosten, Neuffons im Süden, Mesterrieux im Südwesten, Landerrouet-sur-Ségur im Westen und Südwesten sowie Saint-Martin-du-Puy im Westen.

## Bevölkerungsentwicklung
| 1962                       | 1968 | 1975 | 1982 | 1990 | 1999 | 2006 | 2017 |
| -------------------------- | ---- | ---- | ---- | ---- | ---- | ---- | ---- |
| 336                        | 246  | 194  | 181  | 188  | 190  | 195  | 192  |
| Quellen: cassini und INSEE |      |      |      |      |      |      |      |

## Sehenswürdigkeiten
- Kirche Saint-Hilaire aus dem 12. Jahrhundert, seit 1925 Monument historique
- Schloss Ouvrard aus dem 16. Jahrhundert
- Schloss Belle Assise aus dem 18. Jahrhundert

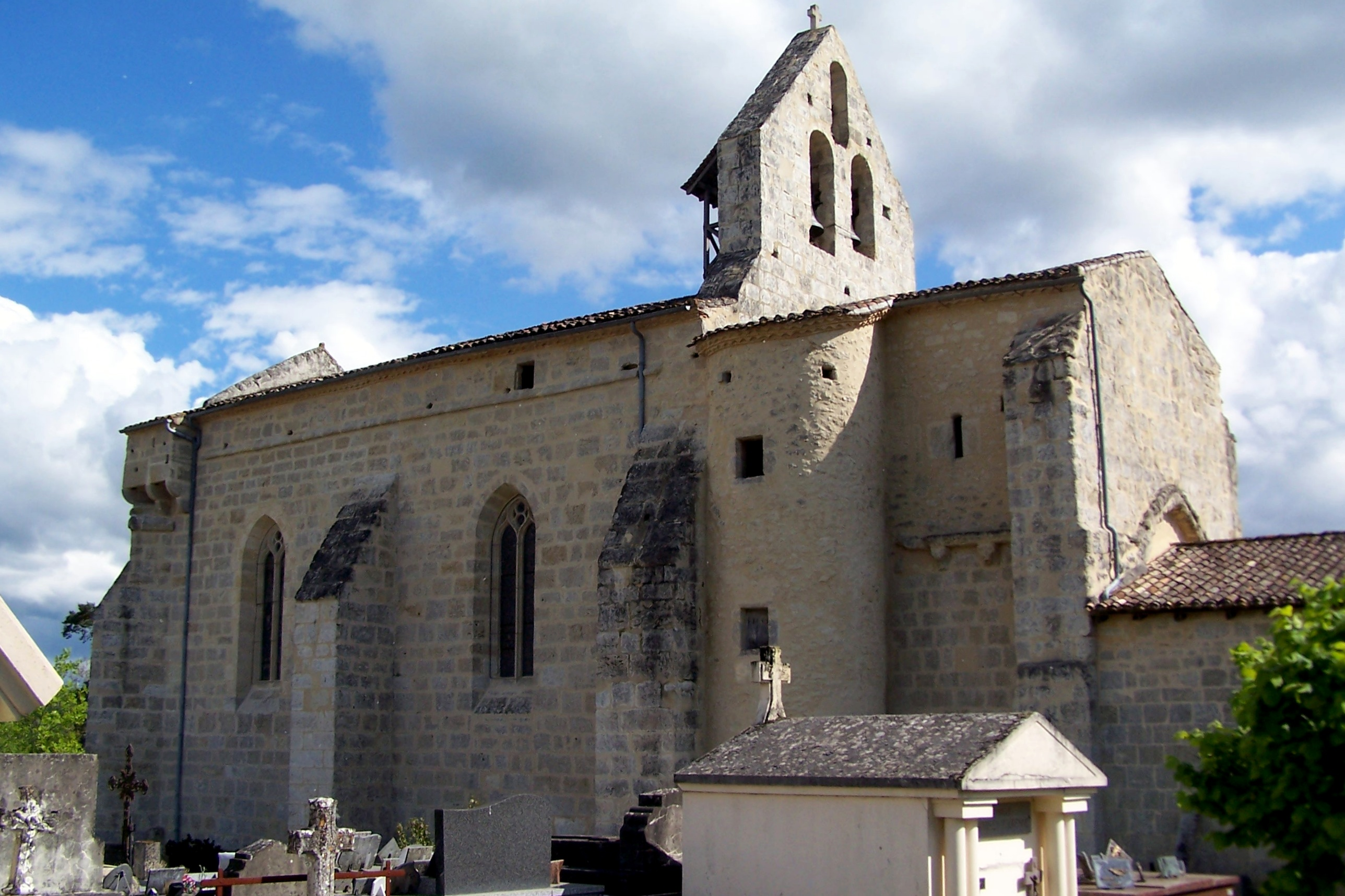
Kirche St. Hilaire in Rimons
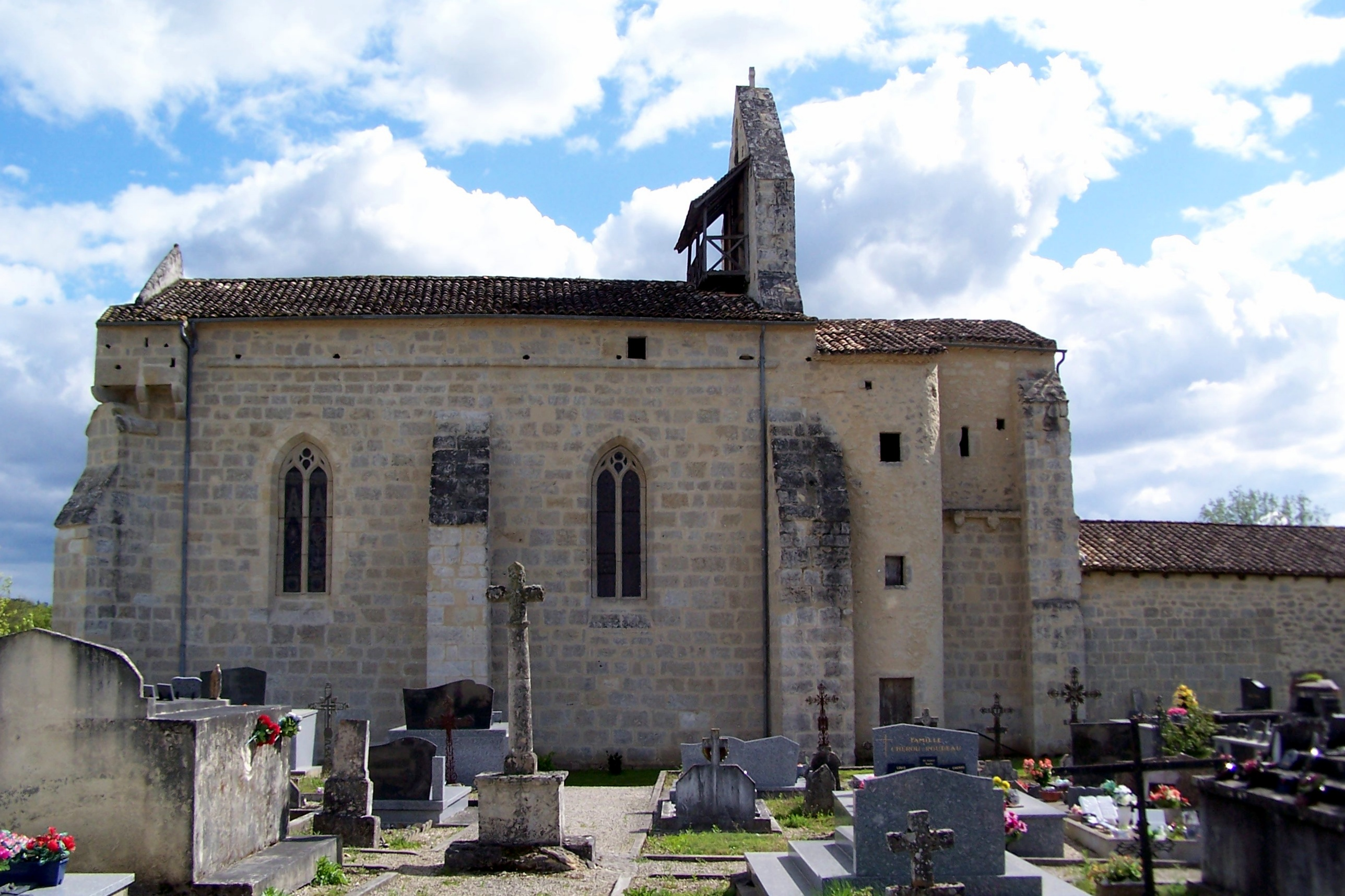
Ansicht von Norden
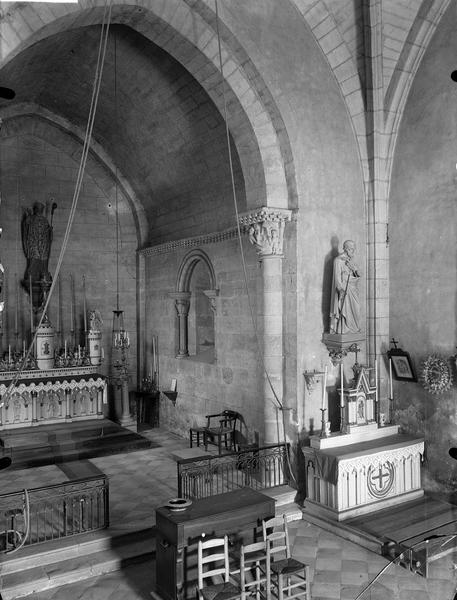
Inneres der Kirche